# 두태기름

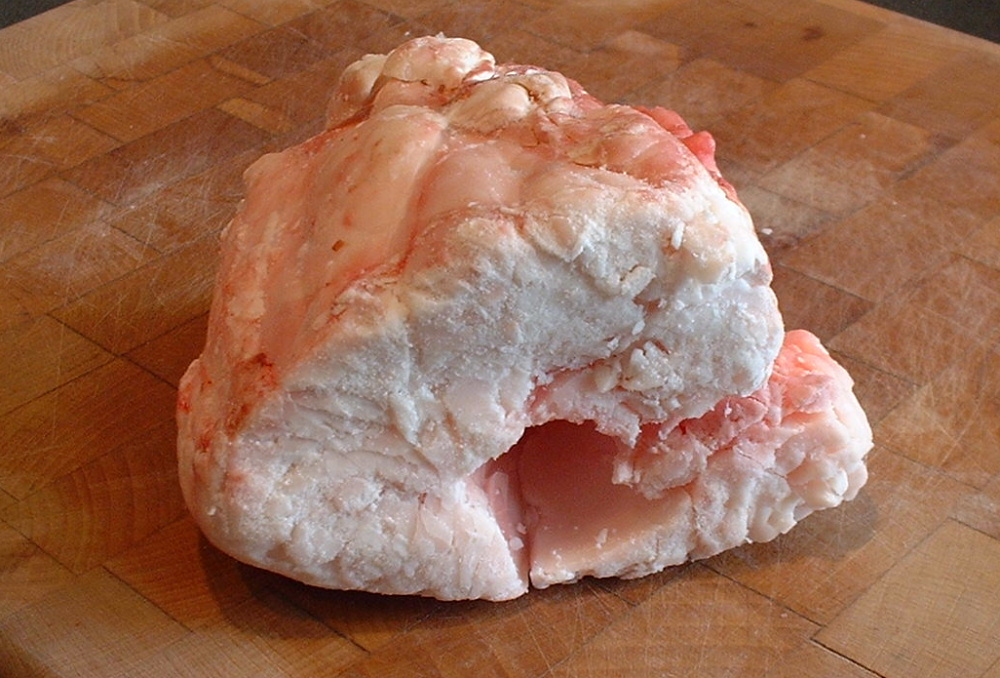
송아지 두태기름

두태기름(영어: suet 수이트[*])은 콩팥 주위에 위치한 소고기나 양고기 기름을 말한다.
두태기름의 녹는점은 45 °C와 50 °C 사이이며 응고점은 37 °C와 40 °C 사이이다.

## 용어
'두태'(豆太)는 콩팥을 한자로 이르는 용어이다.
'수이트'라는 용어는 앵글로노르만어 siuet에서 비롯되었고, 이는 고대 프랑스어 sieu에서 왔으며 다시 이는 라틴어 sēbum에서 온 것으로, 딱딱한 동물 지방을 의미한다.

## 같이 보기
- 드리핑
- 라드
- 살로 (음식)
- 슈말츠